# Hillary Scholten
Hillary Jeanne Scholten (nacida el 22 de febrero de 1982)   es una política estadounidense que  es actualmente una representante estadounidense del tercer distrito del Congreso de Míchigan. El distrito, que alguna vez estuvo representado por el antiguo presidente Gerald Ford, tiene su sede en Grand Rapids e incluye gran parte de la población del oeste de Míchigan. Ella es miembro del Partido Demócrata.

## Primeros años y carrera
Scholten creció en Hudsonville, Míchigan. Su madre, Judi, era directora y maestra en varias escuelas del área de Grand Rapids y su padre, Scott, era periodista deportivo.    Scholten asistió a Unity Christian High School.
Scholten fue asistente jurídica y abogada asesor de la Junta de Apelaciones de Inmigración entre 2013 y 2017. Cuando terminó la administración Obama, regresó a Grand Rapids y se convirtió en abogada del Centro de Derechos de Inmigrantes de Míchigan. 

## Cámara de Representantes de los Estados Unidos

### Elecciones

#### 2020
En julio de 2019, Scholten se postuló para la Cámara de Representantes de Estados Unidos en el tercer distrito congresional de Míchigan en las elecciones de 2020.  No tuvo oposición en las primarias del Partido Demócrata.  Perdió las elecciones generales ante el candidato republicano Peter Meijer.

#### 2022
Scholten se postuló en un distrito que se había vuelto mucho más amigable para los demócratas por causa de la redistribución de distritos; había sido empujado hacia el oeste para apoderarse de una gran parte de la costa del lago Míchigan, incluido Muskegon.  De haber existido en 2020, Joe Biden lo habría ganado con el 53% de los votos;  Donald Trump ganó el antiguo tercer distrito con un 51%.  Scholten (54,9%) derrotó a Gibbs (42%) para ganar su elección al 118º Congreso de los Estados Unidos.  Es la segunda demócrata que representa a Grand Rapids en el Congreso desde 1913. También es la primera demócrata en representar un distrito con sede en el oeste de Míchigan desde que Howard Wolpe, que representó a un distrito con sede en Kalamazoo, dejó el cargo en 1993.

#### 2024
Durante su campaña de 2024, Scholten fue financiada por American Israel Public Affairs Committee (AIPAC), recibiendo al menos $52000 entre 2023 y 2024. En total, Scholten recibió al menos 200.000 dólares de AIPAC. Su oponente en las primarias, Salim Al-Shatel, la criticó por la financiación del AIPAC. Scholten ganó las elecciones primarias contra Al-Shatel el 6 de agosto de 2024.

## Posiciones políticas
Scholten es en favor a proelección. Durante la guerra Israel-Gaza, ella no pidió un alto el fuego.